# سیارک ۴۵۷۳۷
سیارک ۴۵۷۳۷ (به انگلیسی: 45737 Benita، نامگذاری:2000HB) چهل و پنج هزار و هفتصد و سی و هفتمین سیارک کشف شده‌است که در ۲۲ آوریل ۲۰۰۰ کشف شد.